# إلياس صالح
إلياس بن موسى بن سمعان صالح (26 يناير 1839 - 15 سبتمبر 1885) كاتب، مؤرخ وشاعر سوري في القرن 19.

## حياته
ولد في اللاذقية عام 1839 في عائلة مسيحية. تعلم عدة لغات واشتغل بالترجمة للقنصلية الأميركية ببلده. ثم كان من أعضاء المحكمة الابتدائية في اللاذقية، إلى آخر حياته. توفي عام 1885 في مسقط رأسه.

## مؤلفاته
- آثار الحقب في لاذقية العرب: في ثلاثة أجزاء
- ديوان شعر
- مذابح سورية:‌ ترجمه عن الفرنسية
- نظم المزامير